# Ivan Stoyanov
Ivan Stoyanov (n. 24 de julio de 1983, Silven) es un futbolista búlgaro, actual lateral del Septemvri. Su primo es el famoso futbolista búlgaro Yordan Letchkov.

## Carrera
Stoyanov inició su carrera en el equipo PFC Sliven, de su ciudad natal. Luego pasó a jugar por el VfB Stuttgart de la Liga Alemana por una temporada. Regresó nuevamente al Silven, y luego de una excelente temporada, el 24 de junio de 2009 firmó un contrato de 3 años por el CSKA Sofia.
Entre 2003 y 2005 Stoyanov jugó en la Selección Búlgara Sub-21. En el 2008 hizo su debut en la selección absoluta de su país en un partido contra Serbia.

## Clubes
| Club                | País     | Año         |
| ------------------- | -------- | ----------- |
| Sliven              | Bulgaria | 2001 - 2003 |
| VfB Stuttgart       | Alemania | 2003 - 2005 |
| Sliven              | Bulgaria | 2005 - 2009 |
| CSKA Sofia          | Bulgaria | 2009        |
| Alania Vladikavkaz  | Rusia    | 2010 - 2011 |
| Ludogorets Razgrad  | Bulgaria | 2011 - 2013 |
| CSKA Sofia          | Bulgaria | 2013 - 2015 |
| FC Vereya           | Bulgaria | 2015        |
| FC Montana          | Bulgaria | 2016        |
| Botev Plovdiv       | Bulgaria | 2016        |
| Etar Veliko Tarnovo | Bulgaria | 2017-       |